# Gyula Breyer
Gyula Breyer (Budapest, 30 aprile 1893 – Bratislava, 9 novembre 1921) è stato uno scacchista ungherese.
Insieme ad altri scacchisti tra i quali Aaron Nimzowitsch, Savielly Tartakower e Richard Réti, è stato uno dei pionieri della scuola ipermoderna, che favoriva il controllo del centro per mezzo dell'apertura del fianchetto di re o di donna anziché la sua immediata occupazione coi pedoni.
La sua prima partecipazione ad un torneo importante fu a Colonia nel 1911, dove si classificò 6º su sedici giocatori. L'anno successivo vinse il torneo di Temesvar, valido come campionato ungherese, davanti a Réti, Asztalos, Havasi e Von Balla.
Nel 1920 vinse il celebre torneo di Berlino. I frutti di questo grande successo non si poterono mai materializzare, perché morì l'anno successivo a Bratislava per un attacco cardiaco.
Ha dato il suo nome a due aperture:
- Variante Breyer del gambetto di Re: 1.e4 e5 2.f4 exf4 3.Df3
- Variante Breyer della partita Spagnola: 1.e4 e5 2.Cf3 Cc6 3.Ab5 a6 4.Aa4 Cf6 5.0-0 Ae7 6.Te1 b5 7.Ab3 d6 8.c3 0-0 9.h3 Cb8.

La variante Breyer della Spagnola è stata adottata spesso da grandi campioni, tra gli altri da Boris Spasskij e Anatolij Karpov.